# Димитър Шимбалаков
Димитър Стоянов Шимбалаков с псевдоним Спартак е български учител и революционер, деец на Вътрешната македоно-одринска революционна организация.

## Биография
Шимбалаков е роден в Горно Броди, Османската империя, днес Ано Вронду, Гърция. Средното си образование получава в българското училище в Сяр, а след това завършва духовна академия в Русия. В периода 1905 – 1907 година работи като учител в Одрин и като такъв е временен представител на Одринския окръжен революционен комитет на организацията в 1907 година. Шимбалаков е редактор на анархисткия вестник „Ученическа пробуда“ в 1912 година. Загива през Първата световна война.